# Isotomodes gisini
Isotomodes gisini är en urinsektsart som beskrevs av da Gama 1963. Isotomodes gisini ingår i släktet Isotomodes och familjen Isotomidae. Inga underarter finns listade i Catalogue of Life.